# 卡曼妮·耶美肯
卡曼妮·耶美肯（皇家轉寫：Khemanit Chamikon，1988年5月27日—），昵称Pancake（大饼），是泰国一线女演员兼歌手。前泰国第7电视台（2005年–2015年）、True4U（2016年–2020年）旗下女艺人。本为泰国LINE TV旗下女艺人，后因该串流平台停止在泰国的服务而成为自由艺人。代表作品有《天鹅套索2009》、《落日余晖2010》、《情牵两世2011》、《辣椒和盐2012》等。2018年7月20日，卡曼妮·耶美肯被任命为泰國皇家海軍的特别发言人。